# Cerveteri bianco frizzante
Il Cerveteri bianco frizzante è un vino DOC la cui produzione è consentita nelle province di Roma e Viterbo.
È fatto con la Malvasia, con il Procanico che è simile al Trebbiano e altri vitigni locali.

## Caratteristiche organolettiche
- colore: giallo paglierino
- odore: gradevole, delicato
- sapore: frizzante, vinoso, morbido, talvolta abboccato

## Produzione
Provincia, stagione, volume in ettolitri
- nessun dato disponibile